# Bernard I (biskup lubuski)
Bernard (zm. 4 października lub 9 grudnia 1133/1148) – pierwszy biskup lubuski. Przez niektórych uczonych utożsamiany z Bernardem Hiszpanem, misjonarzem na Pomorzu w 1122/23.
Zachowało się o nim bardzo niewiele świadectw. W jednym z nekrologów wspomina o nim zapiska obituarna, ale bez podania roku. Dwukrotnie z kolei pisze o biskupie Jan Długosz w swojej Kronice. Odnotował on udział biskupa Bernarda w konsekracji kościoła premonstratensek w Strzelnie w dniu 16 marca 1133 roku. Wiarygodność tej relacji, przynajmniej co do daty, jest wprawdzie kwestionowana, niemniej w bulli Innocentego II z 4 czerwca 1133 została wymieniona po raz pierwszy diecezja lubuska, co pozwala przyjąć, że w roku 1133 Bernard faktycznie był jej biskupem. Ponadto według Długosza, w 1147 Bernard miał zostać wymieniony w skardze króla Niemiec Henryka V na biskupów polskich skierowanej do papieża Eugeniusza III. Ponieważ jednak Długosz wymienił w tej skardze także nieistniejącego biskupa wrocławskiego Magnusa, jest bardzo wątpliwe, że opierał się w tym miejscu na autentycznych źródłach. Następca Bernarda, Stefan, jest poświadczony po raz pierwszy 22 czerwca 1149, jako data śmierci Bernarda wchodzą więc w grę lata 1133–48.